# 뱌차슬라우 마카란카
뱌차슬라우 미칼라예비치 마카란카(벨라루스어: Вячаслаў Мікалаевіч Макаранка, 러시아어: Вячеслав Николаевич Макаренко 뱌체슬라프 니콜라예비치 마카렌코[*], 1975년 9월 19일~)은 벨라루스의 전직 레슬링 선수이다. 2004년 하계 올림픽 그레코로만형 라이트헤비급 동메달을 획득했으며 유럽 선수권 대회에서 금메달 1개(2000), 동메달 1개(2002)를 획득했다.